# Maestros (Quadrinhos)
Maestros é uma série de histórias em quadrinhos americana publicada pela editora Image Comics entre Outubro de 2017 e Agosto de 2018. A série foi criada, escrita e desenhada por Steve Skroce e conta com 7 edições a serem publicadas em um volume único em Outubro de 2018.[carece de fontes?]

## Enredo
Maestros conta a história de William Little, o filho banido do atual Maestro Meethra Kahzar, que se vê obrigado a se tornar o novo Maestro quando seu pai e toda a sua família são assassinados pelo feiticeiro Mardok, que fugiu de sua prisão eterna. William é então retirado do exílio a ele imposto por seu pai e passa a governar Zainon, a terra onde vivia o antigo Maestro, criando novas leis e mudando significativamente o modo de vida de seus habitantes.
Lorde Rygol, responsável por libertar Mardok de sua prisão eterna em uma tentativa de acabar com o antigo regime de Meethra, não se satisfaz com o novo regime imposto por William e busca reconstruir o mundo de acordo com suas convicções se utilizando do Livro do Refazer (Book of Remaking), que possui um feitiço capaz de recriar a realidade à imagem e semelhança daquele que o utilizar. Porém, o livro só pode ser aberto por um Kahzar, membro da família do Maestro, o que faz com que Rygol persiga William, para que ele abra o livro e permita que Rygol reconstrua a realidade da forma que ele deseja.

### Personagens
William Little -  Nascido em Orlando, William é filho de Meethra Kahzar, o Maestro, e Margareth, uma humana do planeta Terra. William foi banido de Zainon após matar três soldados leais ao Maestro deixando a Princesa de Evuntayd, Zeela, escapar após ter invadido o território de Zainon voando em seu dragão. Após a morte do Maestro e de toda a sua família, William, o último herdeiro vivo de Kahzar, retorna para Zainon e se torna o novo Maestro, e utiliza-se de seus poderes para dissolver o conselho e instaurar leis inspiradas nas leis da Terra. Suas mudanças não agradam à elite de Zainon, que guiada por Lorde Rygol tenta tirá-lo do trono e recriar a realidade utilizando-se do Livro do Refazer.
Após um ataque de Rygol e Mardok, Zainon é destruída, levando William a fugir para Evuntayd em busca de ajuda para derrotar Rygol e Mardok e retomar o Livro do Refazer para recriar seu reino. Após uma batalha entre as forças de Evuntayd e os vermes de Mardok, toda a realidade é destruída quando o feiticeiro se utiliza do Livro do Refazer, cabendo à William a missão de reconstruir toda a realidade se utilizando de fotos do livro que ele armazenou em seu smartphone.
Lorde Rygol -  Lorde Rygol é um elfo responsável pela libertação de Mardok, sobre quem exerce total controle, de sua prisão eterna e pela morte do Maestro e de sua família. Seu objetivo é criar uma realidade em que ele reine e em que todos os povos de Zainon sirvam a ele e aos elfos, que ele vê como raça superior. Rygol se utiliza de Wren, uma de suas capangas e interesse amoroso de William, para roubar o Livro do Refazer que permitiria a ele recriar o universo da maneira que desejasse.
Mardok -  Mardok é um grande feiticeiro que comanda um exercito de vermes capazes de destruir Zainon. Ele foi responsável pela morte do Maestro e de toda a sua família, assim como pela destruição de Zainon. No decorrer da série é revelado que Mardok é o primeiro filho de Meethra, que o despreza por ser resultado de um casamento arranjado por seu pai e antigo Maestro. Mardok desperta a inveja de seu pai por vencer um concurso proposto pelo antigo Maestro, usurpando a posição de segundo feiticeiro mais rico e prestigiado de Zainon. Por conta disso, Meethra aprisiona Mardok em um vazio eterno, onde ele se concilia com sua existência e resolve reformular todo o universo à imagem e semelhança do vazio onde foi aprisionado, algo que ele enxerga como libertador.
Por ser membro da linhagem dos Maestros, Mardok consegue abrir o Livro do Refazer e eventualmente transforma toda a realidade em um grande vazio e matando todos os seres vivos exceto ele mesmo e William que sobrevive ao processo.
Margaret -  Margaret é uma das esposas do Maestro e mãe de William. Ela se utiliza de feitiços e da espada senciente Backstabber para proteger seu filho de Rygol e Mardok. Quando William nasceu, Margaret se divorciou de Meethra, temendo pela criação de seu filho em Zainon, e retornou à Terra. 
Após anos longe de Zainon, Margaret retorna após ser visitada por Meethra, acompanhando seu filho que vai para sua terra natal aprender sobre magia e sobre sua origem.
Seguindo o incidente que levou ao exílio de William, Margareth é presa em Zainon, sendo libertada apenas quando seu ex-marido e sua família são assassinados por Mardok. Cabe a ela, então, retirar William do exílio para que ele se torne o novo Maestro.
Wren -  Wren é o interesse amoroso de William desde a infância. Após o retorno do novo Maestro à Zainon, eles se reencontram e William a retira da guarda de Rygol, fazendo dela sua parceira e esposa.
Por estar sob controle mental de Rygol, Wren rouba o Livro do Refazer de William e acaba sendo morta por Rygol ao tentar se utilizar dele. Ela é revivida por William e passa a, jundo de Margaret, protegê-lo enquanto ele tenta recuperar o livro e reconstruir Zainon.
Meethra Kahzar -  Meethra é pai de William e possuía o título de Maestro antes dele. Sua personalidade explosiva e mesquinha o levou a exilar seu primogênito Mardok no vazio, assim como seu filho com Margaret, William Little, na Terra. A série se inicia com a morte de Meethra e apresenta no decorrer de suas edições uma série de flashbacks que contam como era sua relação com William e seu reinado em Zainon.
Backstabber -  Backstabber é uma espada senciente que habitava o Arquivo de Conquista e Tormento (Archive of Conquest and Torment) até ser solicitada por Margaret quando ela enfrentou um desafio proposto por Meethra para libertar William de sua punição por ter matado três membros da guarda do Maestro.
A história de Backstabber não é clara, mas é aludido que sua consciência provém de um guerreiro que teria sido traído pelo Maestro Kahzar e morto com sua própria arma, uma espada onde sua consciência teria sido aprisionada.

## Indicações a Premiações
A série recebeu duas indicações ao Prêmio Eisner de 2018 nas categorias Série Estreante e Colorista.
- Série Estreante -  Maestros por Steve Skroce (Image Comics).
- Colorista -  Dave Stewart por Black Hammer, BPRD: Devil You Know, Hellboy: Into the Silent Sea, Sherlock Frankenstein, Shaolin Cowboy (Dark Horse); Maestros (Image Comics).